# نصف عشرة سنتات

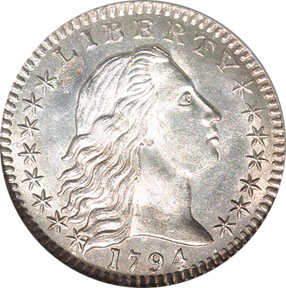
نصف عشرة سنتات من فئة "الشعر المتدفق" لعام 1794، الوجه

كان نصف الدايم، أو نصف الديسما، عملة فضية، تقدر قيمتها بخمسة سنتات، وكانت تُسك في السابق في الولايات المتحدة.

يعتقد بعض علماء العملات أن هذه الفئة هي أول عملة تجارية سكت بواسطة دار سك العملة الأمريكية بموجب قانون العملات لعام 1792، حيث بدأ الإنتاج في أو حوالي يوليو 1792. ومع ذلك، يرى آخرون أن نصف الديسمة لعام 1792 ليست أكثر من عملة نمطية، أو "قطعة اختبار"، ولا تزال هذه المسألة موضع نقاش.

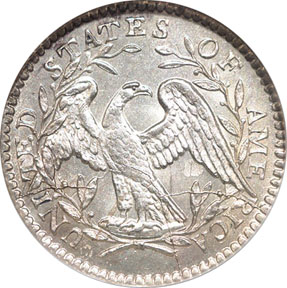
نصف عشرة سنتات من فئة "الشعر المتدفق" لعام 1794، الوجه الآخر

كانت هذه العملات المعدنية أصغر بكثير من العملات المعدنية من فئة العشرة سنتات من حيث القطر والسمك، ويبدو أنها كانت من فئة "نصف عشرة سنتات". في ستينيات القرن التاسع عشر، نجحت المصالح القوية التي تروج لاستخدام النيكل كمعادن في سك العملات في الضغط من أجل إنشاء عملات معدنية جديدة بقيمة ثلاثة وخمسة سنتات، والتي كانت مصنوعة من سبيكة النحاس والنيكل؛ وبدأ إنتاج مثل هذه العملات المعدنية في عامي 1865 و1866 على التوالي. أدى إدخال قطع النحاس والنيكل من فئة الثلاثة والخمسة سنتات إلى جعل العملات الفضية من نفس الفئة
غير ضرورية، وتوقفوا عن استخدام كلا الفئتين الفضيتين في عام 1873.
إنتجت الأنواع التالية من نصف العشرة سنتات بواسطة دار سك العملة الأمريكية أو بموجب سلطة قانون سك العملة لعام 1792:

## نصف عشرة سنتات (1792)
كان نصف الديسمي (ينطق "ديم") أحد العملات الأولى التي إنتجت بواسطة دار سك العملة الأمريكية التي إنشأت حديثًا. سك ما لا يقل عن 1500 نصف عملة معدنية في عام 1792، وهو ما يجعلها من الناحية الفنية أول عملة معدنية تجارية تسك بواسطة دار سك العملة. ومع ذلك، فإن وضعها على هذا النحو محل نزاع، حيث اعترفت دار السك بعملة السلسلة 1793 على هذا النحو.

معظم الأميركيين، غير المتأكدين من كيفية نطق الكلمة الفرنسية "disme"، يشيرون إلى العملة المعدنية باسم "dime". بحلول الوقت الذي استؤنف فيه إنتاج نصف الأقراص في عام 1794، إسقط الحرف "s".

## الشعر المتدفق (1794-1795)
صممت نصف العملة المعدنية من فئة العشرة سنتات "Flowing Hair" بواسطة روبرت سكوت، و استخدم نفس التصميم أيضًا في عملات نصف الدولار والدولار الفضية التي سكت خلال نفس الفترة. يحمل الوجه الأمامي صورة الحرية مماثلة لتلك التي تظهر على نصف سنت وسنت عام 1794 ولكن بدون غطاء الحرية والقطب. تم سك 7765 نسخة من إصدار 1794 بينما إنتج 78660 نسخة من إصدار 1795.

## تمثال نصفي ملفوف (1796–1805)

### نسر صغير على الوجه الآخر (1796-1797)

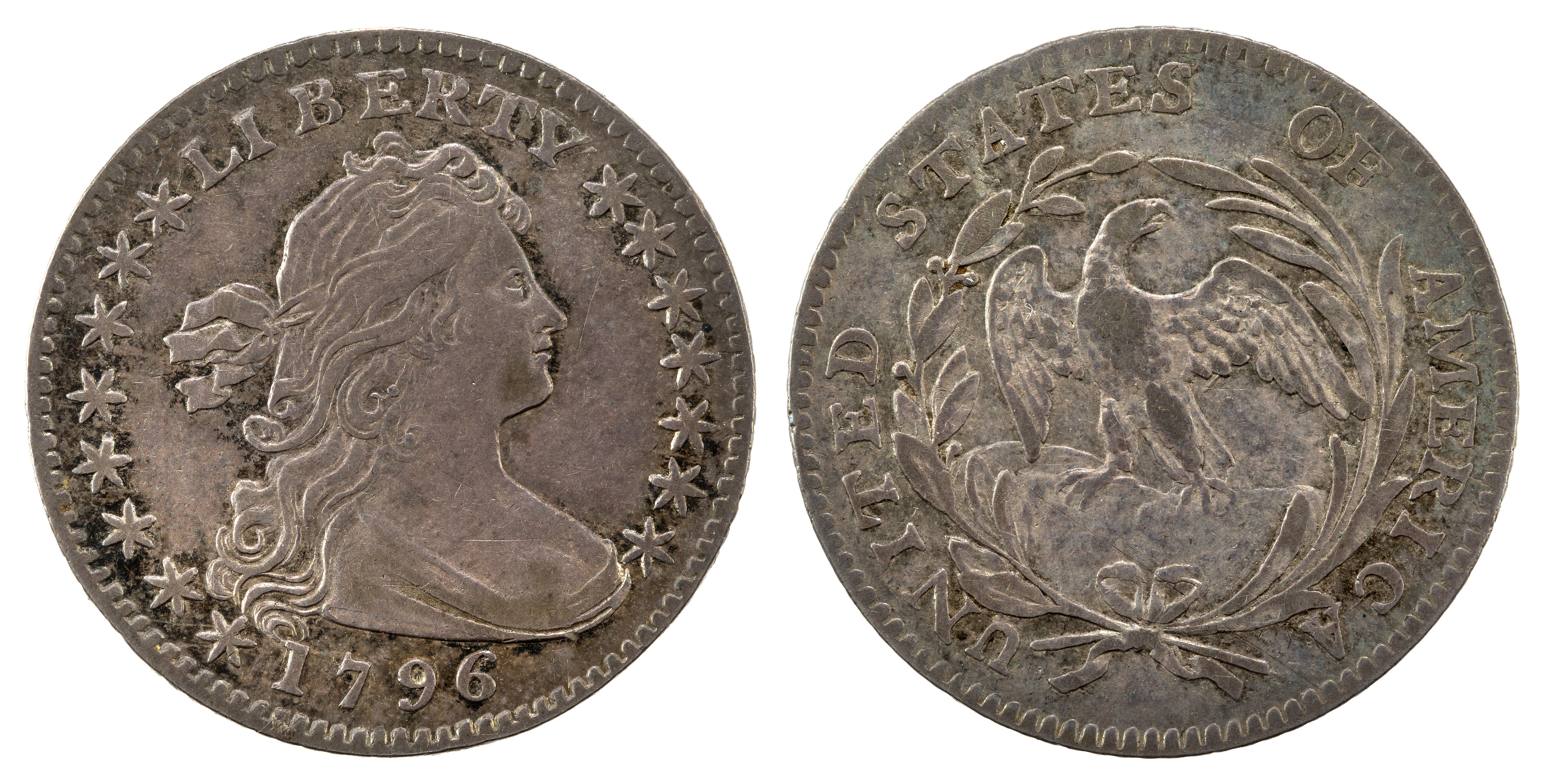
نصف عملة معدنية من فئة عشرة سنتات، تحمل تمثال نصفي ملفوف، مع نسر صغير على ظهرها، عام 1796

كان وجه العملة المعدنية من فئة نصف عشرة سنتات مزينة بغطاء رأس مستوحى من رسم للفنان غلبرت ستيوارت، وقد نقش روبرت سكوت وجون إيكشتاين القوالب. يحمل الصنف الأساسي لعام 1796 خمسة عشر نجمة تمثل عدد الولايات في الاتحاد في ذلك الوقت. في عام 1797، إنتج خمسة عشر وستة عشر نوعًا من العملات ذات النجوم - حيث كانت النجمة السادسة عشرة تمثل ولاية تينيسي التي قبلت حديثًا - بالإضافة إلى نوع ذو ثلاثة عشر نجمة بعد أن أدركت الدار أنها لا تستطيع الاستمرار في إضافة المزيد من النجوم مع انضمام ولايات إضافية إلى الاتحاد. ويظهر على الوجه الآخر إكليل مفتوح يحيط بنسر صغير يقف على سحابة. سكت 54,757 نصف عشرة سنتات من هذا التصميم.

### النسر الشعاري (1800-1805)

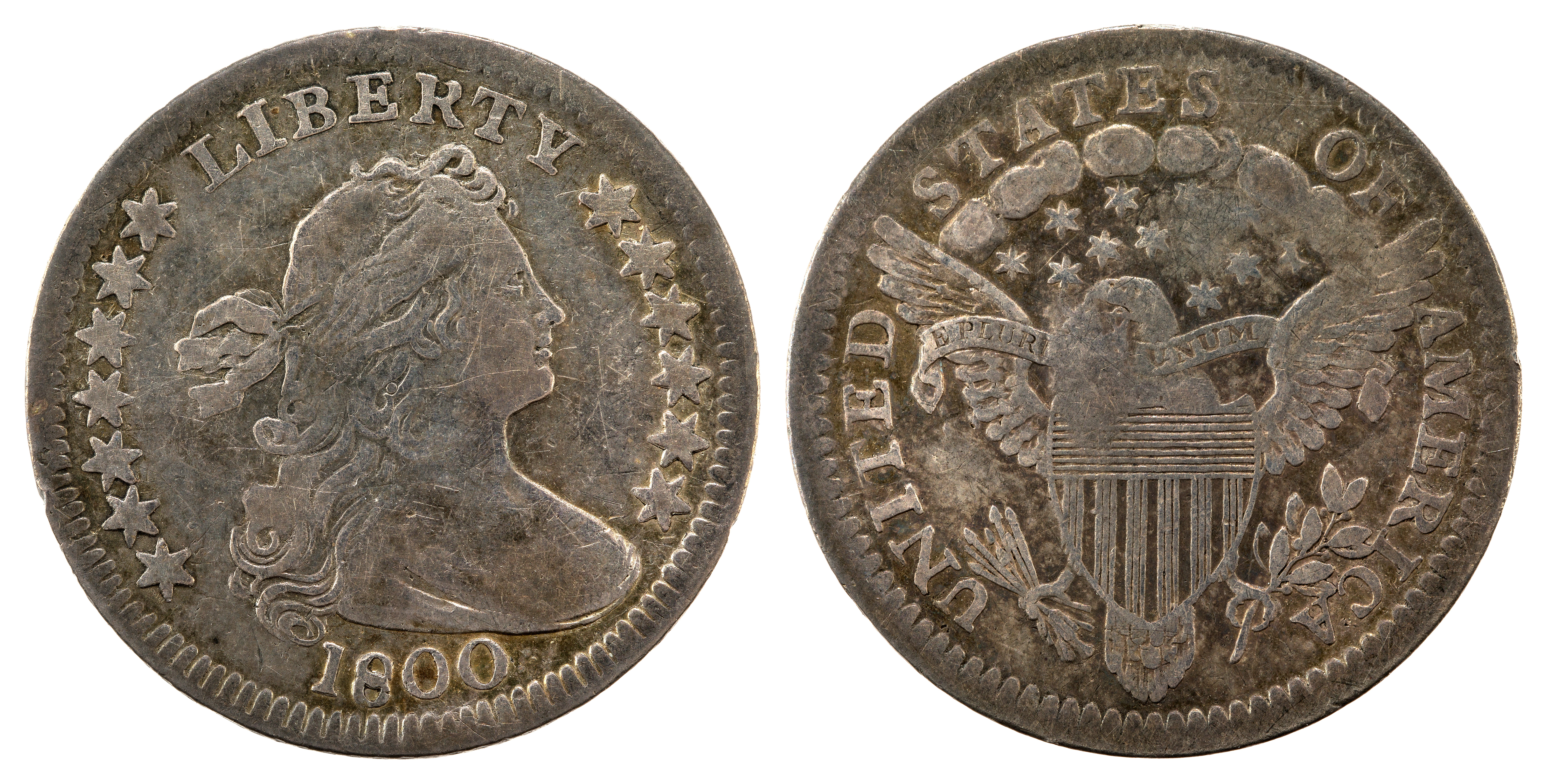
نصف عملة معدنية من فئة عشرة سنتات تعود إلى عام 1800، تحمل صورة نسر شعار النبالة على ظهرها

بعد انقطاع دام عامين، استؤنف سك العملات المعدنية من فئة نصف عشرة سنتات في عام 1800. ظل الوجه الأمامي كما هو بشكل أساسي كما في الإصدار السابق، لكن الوجه الخلفي تعدل بشكل كبير. الآن أصبح النسر الموجود على الوجه الخلفي يمتلك أجنحة ممدودة، على الطراز الشعاري. ظهر هذا التصميم العكسي لأول مرة على العملات الذهبية من فئة الربع والنصف نسر، ثم على العملات من فئة العشرة سنتات والدولار في تسعينيات القرن الثامن عشر. لم يتجاوز عدد العملات المعدنية التي سكت من هذه السلسلة 40 ألف عملة، ولم ينتج أي منها في عام 1804. لا تظهر أي فئة أو علامة دار سك العملة على العملات المعدنية؛ فقد سكت جميعًا في فيلادلفيا.

## تمثال نصفي مغطى (1829–1837)

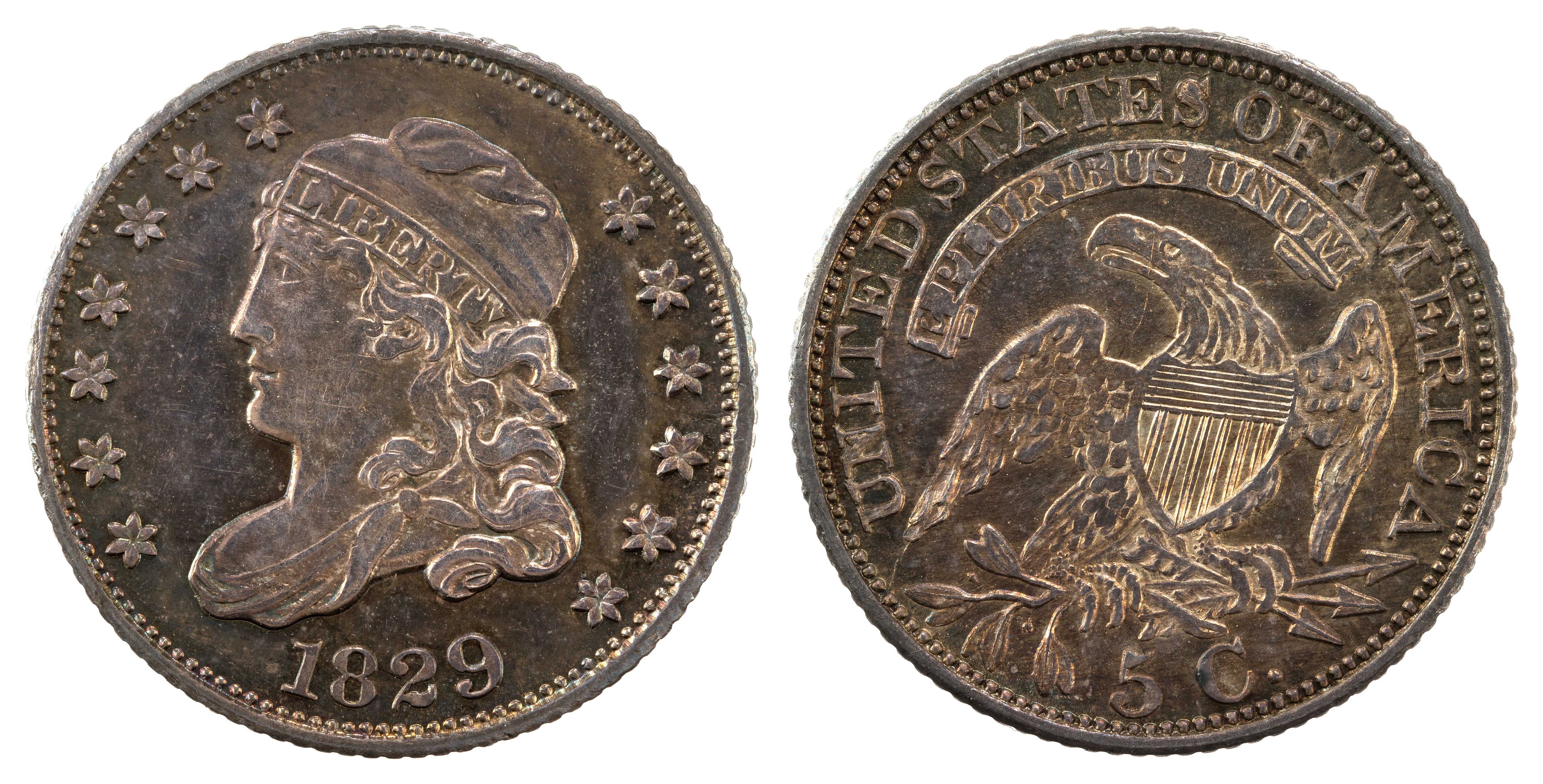
نصف عشرة سنتات من عملة معدنية بغطاء صدري عام 1829

استؤنف إنتاج العملات المعدنية من فئة نصف عشرة سنتات في عام 1829 بناءً على تصميم جديد من قبل كبير النقاشين ويليام نياس، والذي يُعتقد أنه قام بتكييف تصميم سابق لجون رايش. سكت جميع العملات المعدنية في فيلادلفيا ولا تحمل أي علامة دار سك العملة. بلغ أعلى عدد متداول من العملات المعدنية في هذه السلسلة في عام 1835، عندما سكت 2,760,000 قطعة، وكان أدنى عدد متداول منها 871,000 قطعة في عام 1837. قاموا بسك كل من نصف العملة المعدنية ذات التمثال النصفي المتوج و نصف العملة المعدنية ذات التمثال النصفي المغطى في عام 1837.

## تمثال الحرية الجالس (1837–1873)
كانت هذه آخر نصف عشرة سنتات فضية إنتجت. يتضمن التصميم صورة الحرية جالسة على صخرة وتحمل درعًا صمم لأول مرة في عام 1835 واستخدم لأول مرة على أنماط الدولار الفضي لعام 1836. وتنقسم السلسلة إلى عدة أنواع فرعية. ضربت العملة الأولى في فيلادلفيا عام 1837 وفي نيو أورليانز عام 1838، وهي لا تحتوي على نجوم على وجهها الأمامي. في عام 1838 إضيفت نصف دائرة مكونة من 13 نجمة حول الحدود الأمامية، و استخدم هذا التصميم الأساسي حتى عام 1859. في عام 1853، إضيفت أسهم صغيرة إلى كل جانب من التاريخ لتعكس انخفاض الوزن بسبب ارتفاع أسعار الفضة، وظلت الأسهم في مكانها حتى عام 1855. إسقطت الأسهم في عام 1856، و استأنف التصميم السابق حتى عام 1859. في عام 1860، استبدل النجوم الموجودة على الوجه الأمامي بالعملة بنقش "الولايات المتحدة الأمريكية" وقاموا بتكبير الإكليل الموجود على الوجه الخلفي. ظل هذا التصميم في مكانه حتى نهاية السلسلة. إنتج نصف عشرة سنتات من عملة Seated Liberty في دور سك العملة في فيلادلفيا وسان فرانسيسكو ونيو أورليانز بإجمالي كمية 84,828,478 عملة معدنية سكت للتداول. انظر أيضًا عملة الحرية الجالسة في الولايات المتحدة.

### نصف عشرة سنتات من عام 1870 إلى عام 1879
في عام 1978، فاجأ أحد هواة جمع العملات مجتمع جامعي العملات بنصف عشرة سنتات من جنوب سان فرانسيسكو تعود إلى عام 1870، ويُعتقد أنه عثر عليها في صندوق عملات رخيصة لدى أحد التجار في معرض للعملات. وفقًا لسجلات دار سك العملة لعام 1870، لم تسك أي نصف عشرة سنتات في سان فرانسيسكو؛ ومع ذلك، كانت نصف عشرة سنتات أصلية من عام 1870. في مزاد لاحق في نفس العام، قاموا ببيع نصف عشرة سنتات من العملة المعدنية الصادرة عام 1870 مقابل 425 ألف دولار. ويعتقد أنه قد يوجد مثال آخر - إلى جانب فئات أخرى سكت في ذلك العام في سان فرانسيسكو - في حجر الأساس لدار سك العملة القديمة في سان فرانسيسكو. في وقت لاحق من شهر يوليو عام 2004، بيعت عملة الاكتشاف مقابل 661,250 دولارًا أمريكيًا في MS-63 في مزاد Stack's-Bowers.

## قراءة إضافية
- س. ديفيد باورز، الولايات المتحدة الأمريكية، القطع النقدية بقيمة ثلاثة سنتات وخمسة سنتات: دليل عمل لهواة الجمع والمستثمرين. وولفبورو، نيو هامبشاير: معرض باورز وميرينا، 1985.

## روابط خارجية
- معلومات عن نصف العشرة سنتات الأمريكية حسب السنة والنوع.
- صور نصف عشرة سنتات